# Auguste Grumel
Pour les articles homonymes, voir Grumel.
Auguste Grumel (1863-1946) est un ecclésiastique français qui a été évêque de Maurienne (1924-1946). 

## Biographie
Auguste Grumel est né à Chambéry le 18 février 1863,. L'ancien duché de Savoie est devenu français depuis trois ans. Son père est économe à l'hôpital de cette même ville.
Après des études au petit séminaire de Pont-de-Beauvoisin, il intègre le lycée Vaugelas, à Chambéry. Il entre au grand séminaire au cours de l'année 1879.
Ordonné prêtre pour le diocèse de Chambéry le 18 décembre 1886, il devient enseignant à Pont-de-Beauvoisin. En 1903, il devient supérieur du collège. Le collège de Pont-de-Beauvoisin est fermé en décembre 1906,. Il est hébergé l'année suivante à La Villette, futur Notre-Dame, une propriété du chanoine Camille Costa de Beauregard (1841-1910), dans la commune de La Ravoire,. Il établit également un hôpital.
Il est choisi comme évêque de Maurienne le 3 février 1924 et consacré à ce titre le 27 mars de la même année. Grumel est à l'origine de l'édification, au col de l'Iseran (2 770 m d'altitude), de la chapelle Notre-Dame-de-Toute-Prudence entre 1937 et 1939. Auteur d'une notice sur l'évêque, l'historien Michel Germain indique qu'il est un « homme très intelligent, vif voire impulsif et qu'il a exercé son sacerdoce durant 22 ans sans partage ».
Auguste Grumel meurt le 14 mars 1946, à Saint-Jean-de-Maurienne,.